# Walnüsse
Die Walnüsse (Juglans) sind eine Pflanzengattung aus der Familie der Walnussgewächse (Juglandaceae). Es sind vorwiegend Bäume, deren ebenfalls als Walnüsse bezeichnete Nussfrüchte bei manchen Arten von großer wirtschaftlicher Bedeutung sind. In Mitteleuropa ist vorwiegend die Echte Walnuss (Juglans regia) anzutreffen, wesentlich seltener kultiviert oder verwildert die Schwarznuss (Juglans nigra).

## Merkmale

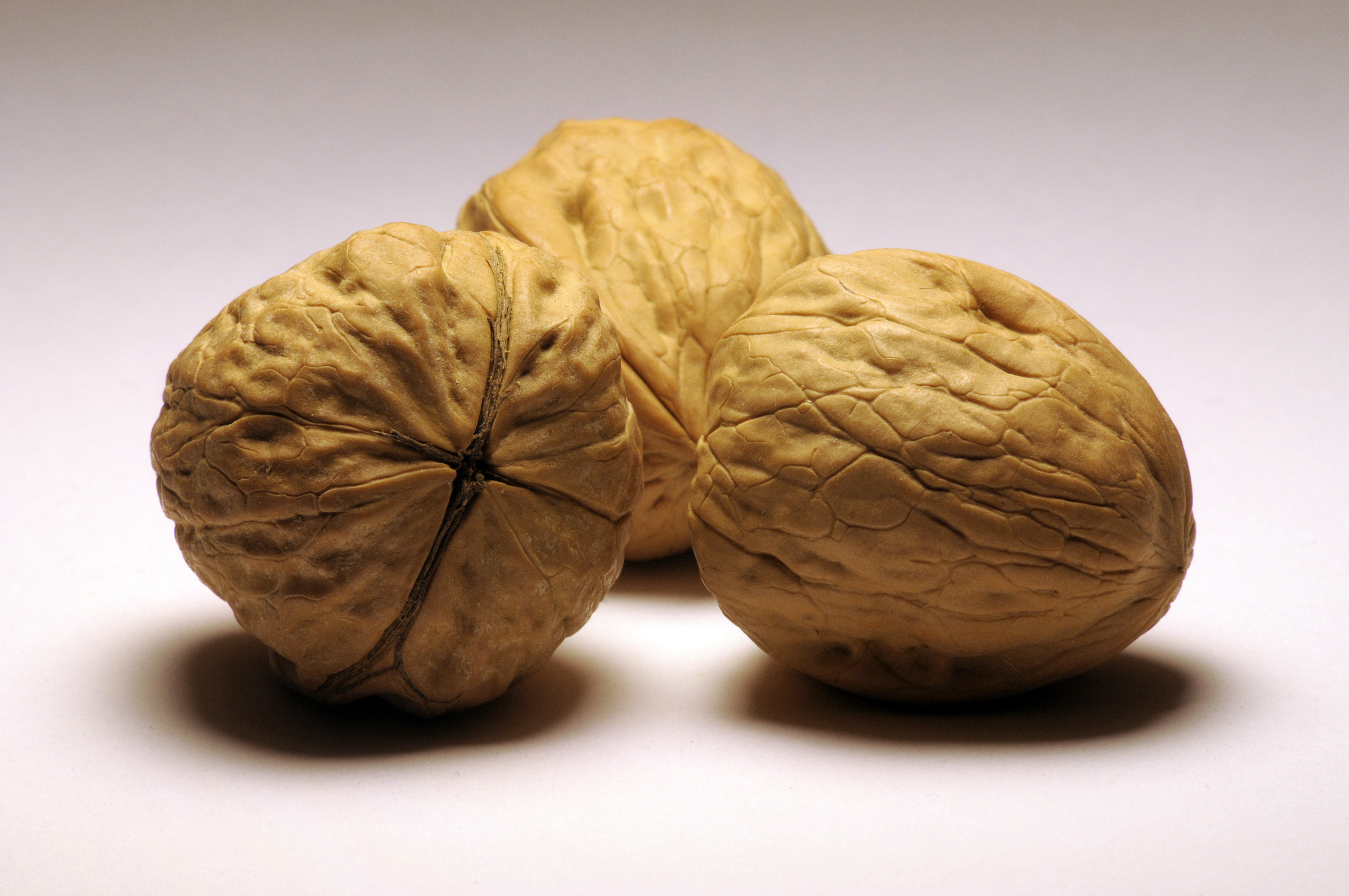
Walnüsse

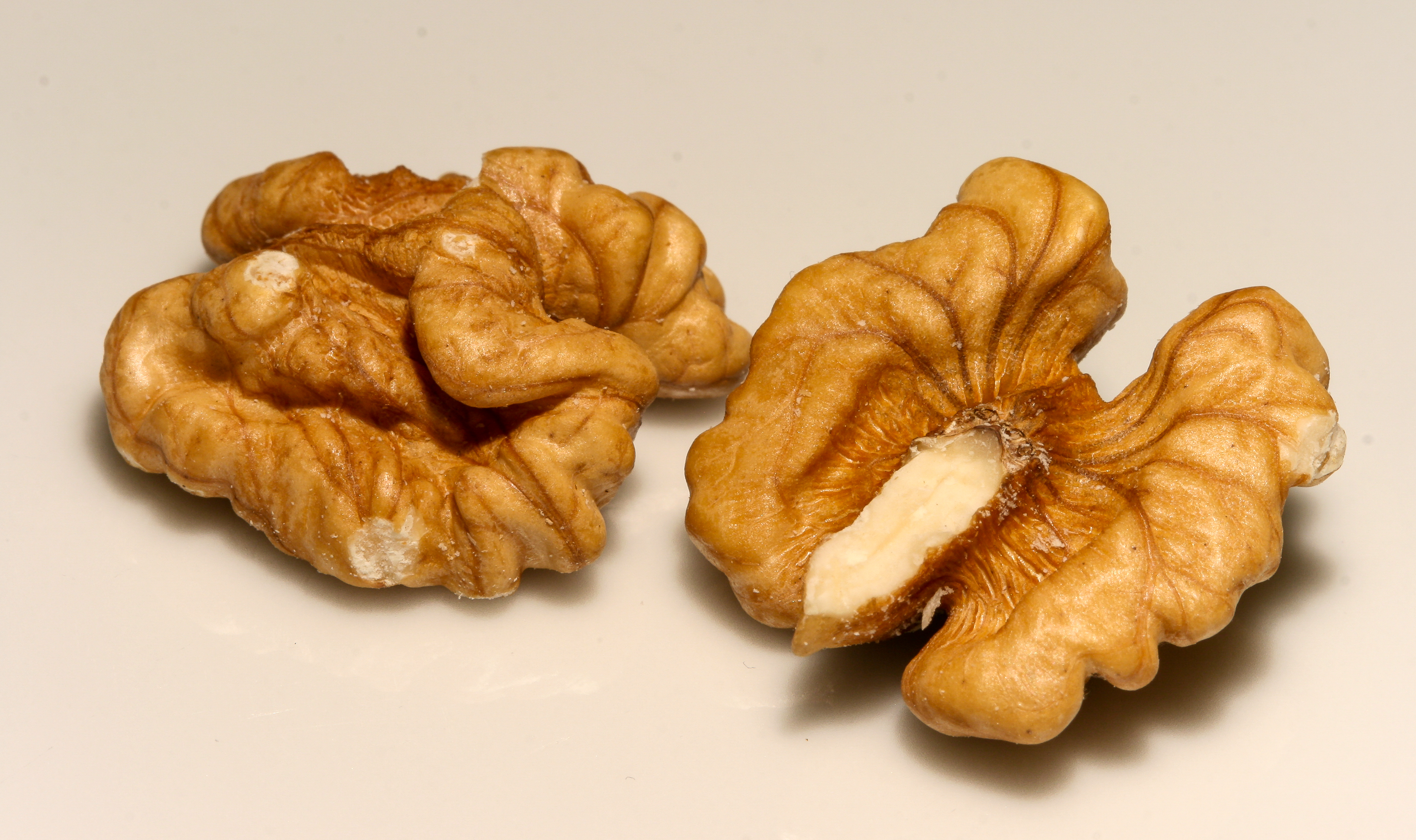
Die „Frucht“ der Walnuss (Kotyledonen)

Die Vertreter sind sommergrüne Bäume oder große Sträucher. Die Zweige besitzen ein gekammertes Mark. Die Knospen besitzen wenige Knospenschuppen, die endständige Knospe ist vergrößert. Die Seitenknospen sind sitzend.
Die Blätter sind wechselständig, unpaarig oder paarig gefiedert, groß, aromatisch und ohne Nebenblätter. Sie bestehen aus 5 bis 31 Fiederblättchen. Selten ist das endständige Blättchen reduziert. Der Blattrand ist gesägt oder ganzrandig, die Blattspreite ist auf der Unterseite mit Drüsenpunkten versehen.
Die Pflanzen sind einhäusig monözisch. Die männlichen Kätzchen stehen einzeln seitenständig an vorjährigem Holz. Sie stehen in den Achseln von Blattnarben, sind ungestielt und hängend. Die unreifen, nackten Kätzchen erscheinen im Spätsommer in den Blattachseln und überwintern als kleine, knospenartige Strukturen. Die weibliche Ähre besteht aus 2 bis 25 Einzelblüten und steht endständig an diesjährigen Trieben. Männliche wie weibliche Blüten stehen an einem Tragblatt und haben zwei Brakteolen und vier Kelchblätter. In den männlichen Blüten ist die Kelchblattanzahl häufig reduziert. Das Tragblatt ist klein, schmal, nicht gelappt. Die männliche Blüte trägt 7 bis 85 (selten bis 105) Staubblätter, die scheinbar auf Tragblatt, Brakteolen und Kelchblättern stehen, da diese mit dem Blütenboden verschmolzen sind. Die Antheren sind kahl, manchmal auch leicht behaart. Die weiblichen Blüten bestehen aus dem Tragblatt, zwei Brakteolen, deren freie Enden gelappt sind und vier Kelchblättern. Alle sind mit der Spitze des Fruchtknotens verschmolzen mit Ausnahme ihrer Spitzen. Der Fruchtknoten ist damit unterständig. Er besteht aus zwei Fruchtblättern, die median angeordnet sind, in einzelnen Blüten gibt es selten auch 3 oder 4 Fruchtblätter. Der Griffel trägt zwei verlängerte, gekrümmte Griffeläste, auf deren Innenseite die Narbenpolster sitzen.
Die Früchte (Scheinfrucht) sind groß und ähneln Steinfrüchten (und werden in deutschsprachiger Literatur auch oft als solche bezeichnet). Sie bestehen aus einer gefurchten oder runzeligen Nussfrucht (Tryma), die von einer ihr anhaftenden, dicken, faserigen und sich meist nicht öffnenden Hülle (auch äußeres Perikarp) umgeben ist. Diese Hülle geht aus den Hüllblättern und dem Kelch hervor. Frisch geerntete Walnüsse, bei denen die äußere Hülle noch erhalten ist, die also geschält werden müssen, werden Schälnüsse genannt. Die hölzerne Nusswand, (das innere Perikarp und/oder Endokarp), besitzt meist deutliche Wandhöhlungen. An der Basis ist die Nuss zwei- oder vierfächrig. Die Kotyledonen sind fleischig, vierlappig und gerade. In jeder Klappe sitzt ein Keimblatt. Die Keimung erfolgt hypogäisch. Der Knoten der Kotyledonen hat 2 bis 4 Lakunen und ebenso viele Blattspuren.

## Verbreitung
Die Walnüsse sind neben Carya die einzige Gattung der Familie, die sowohl in der Neuen wie der Alten Welt vorkommt. Ihr Hauptverbreitungsgebiet sind die temperaten bis subtropischen Gebiete der Nordhalbkugel. In Amerika reicht ihr Areal vom Süden Kanadas bis Nordargentinien. In Asien kommt sie im Osten Chinas, der Mandschurei, Korea und Japan vor. Die Echte Walnuss kommt als einzige in Europa vor, ihr natürliches Gebiet dürfte der Balkan und Vorderasien sein. Ihre Vorkommen vom Kaukasus bis nach West-China könnten durch den Menschen bedingt sein.

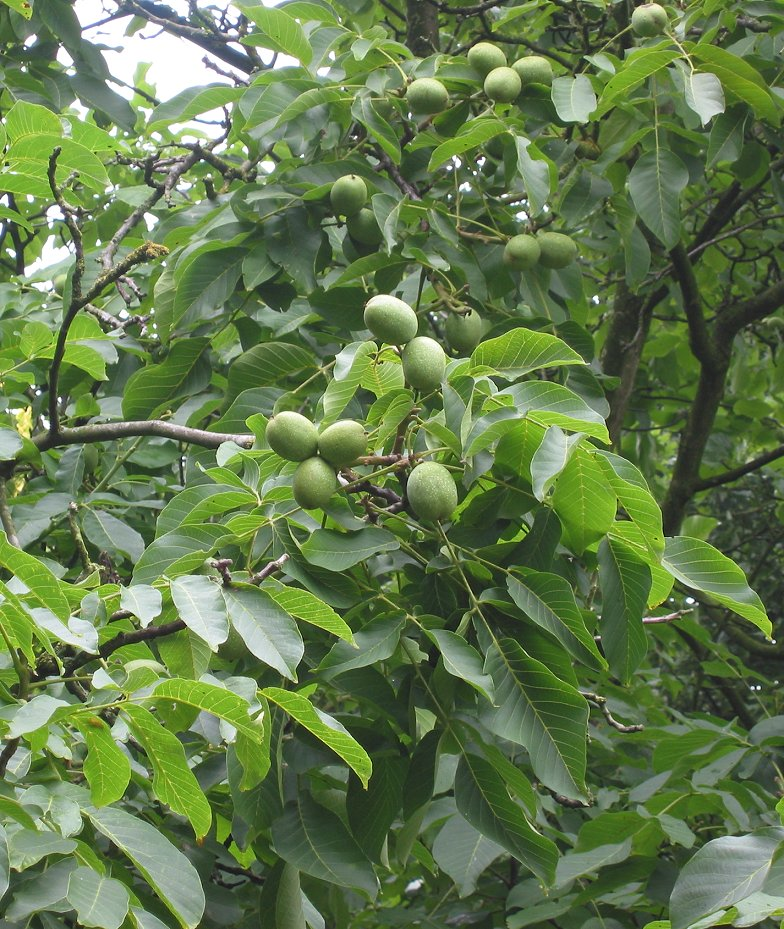
Sektion Juglans: Echte Walnuss (Juglans regia)

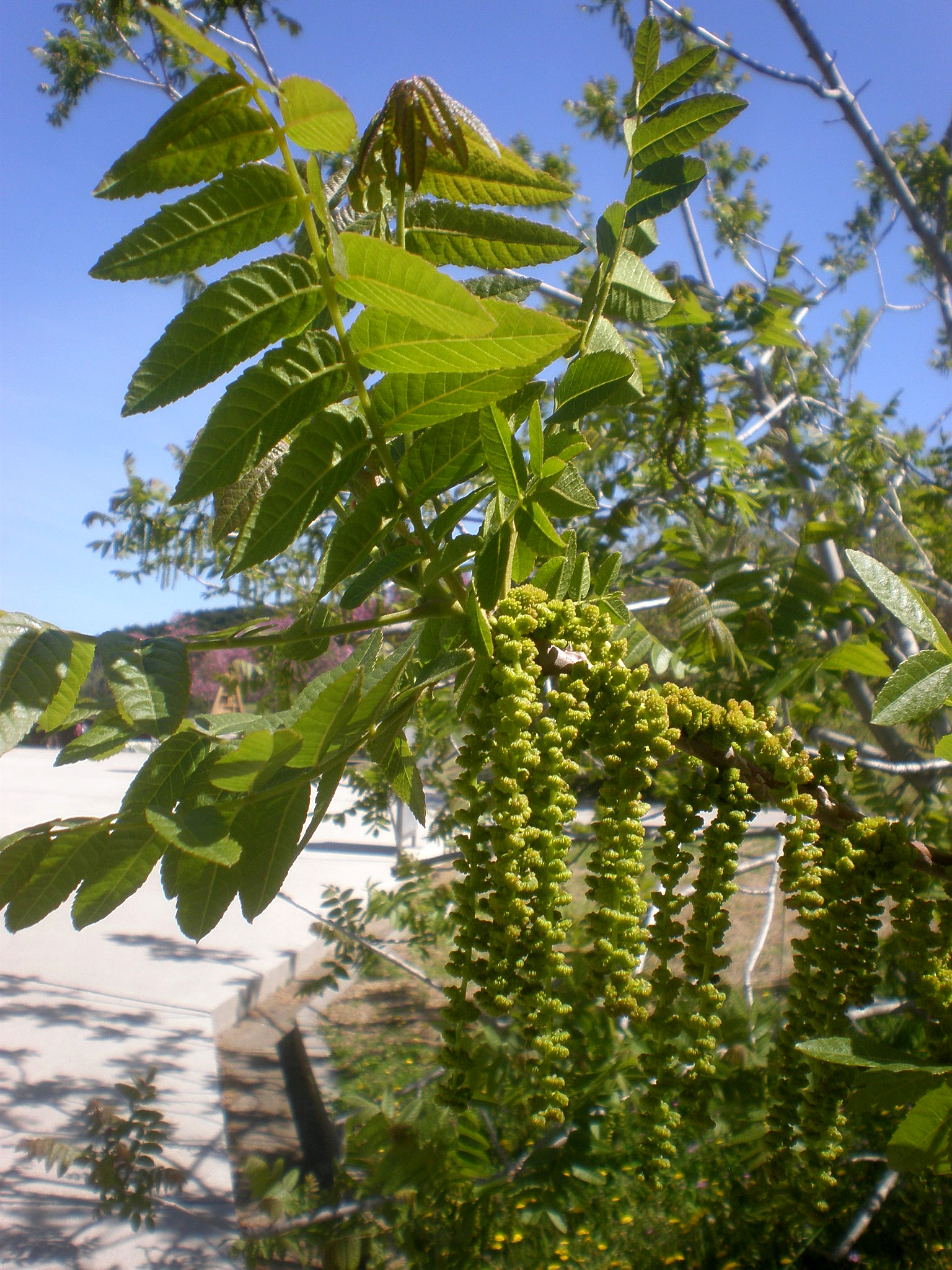
Sektion Rhysocaryon: Juglans californica

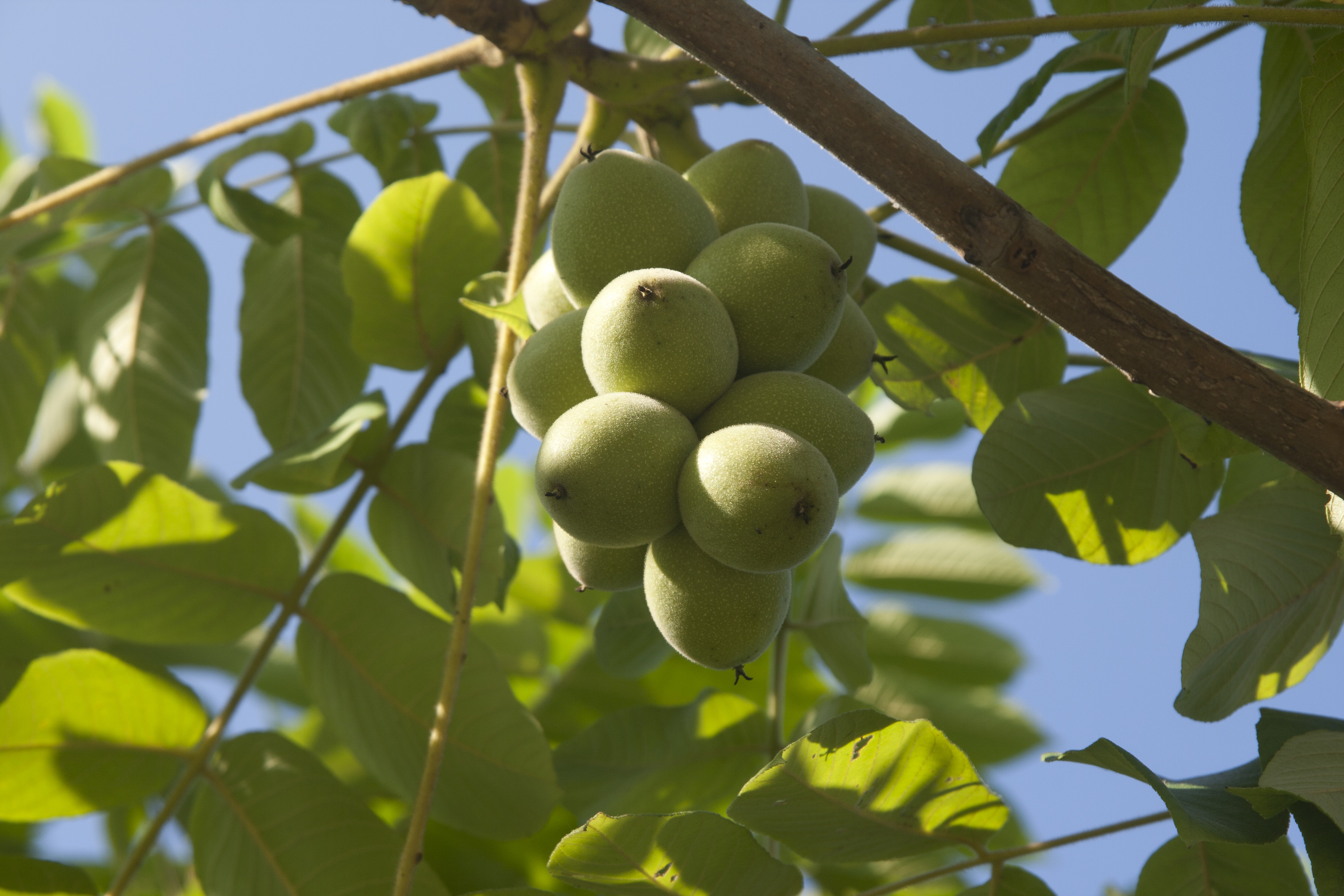
Sektion Cardiocaryon: Mandschurische Walnuss (Juglans mandshurica) in der var. sachalinensis

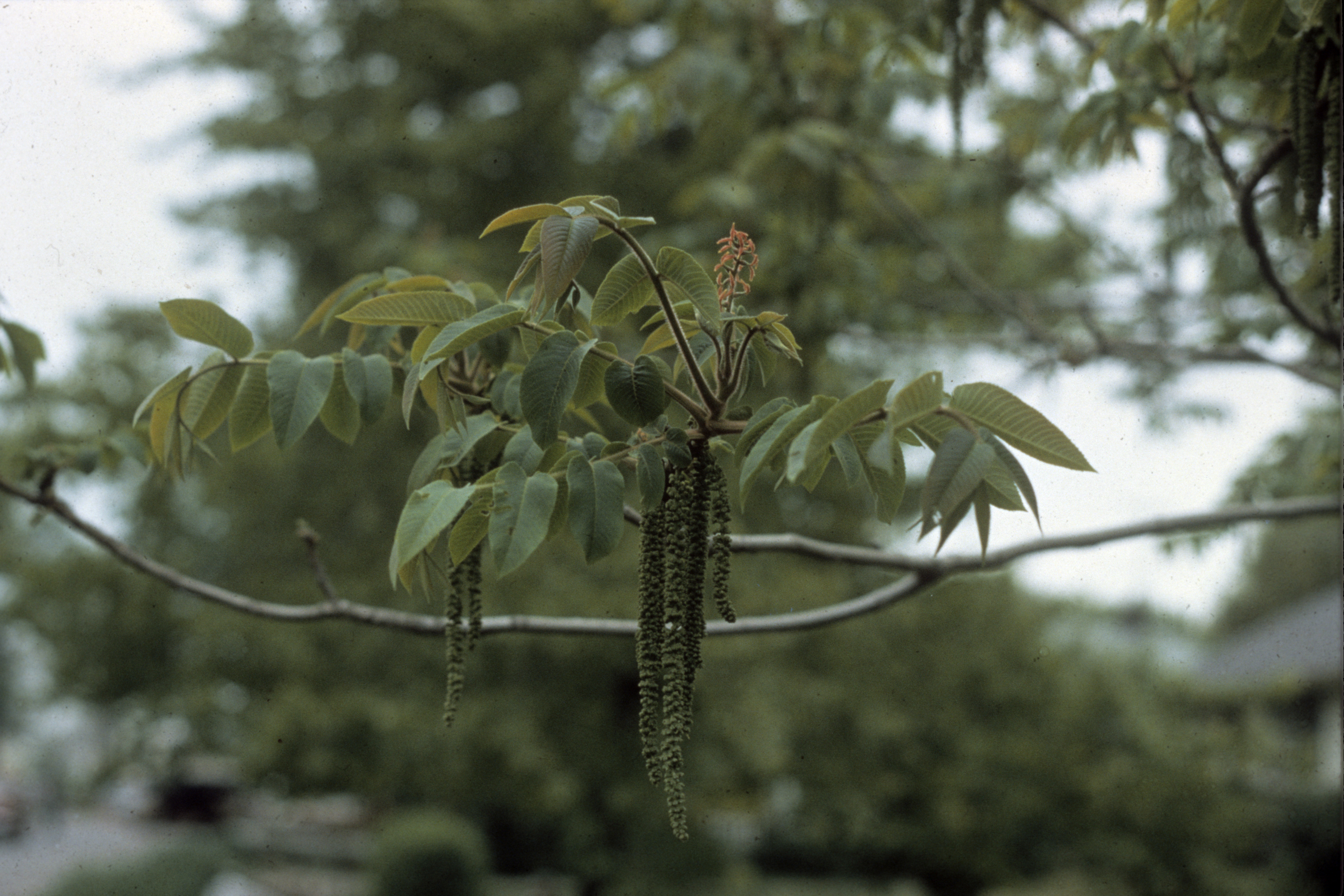
Sektion Trachycaryon: Butternuss (Juglans cinerea)

## Wirtschaftliche Bedeutung
Im Jahre 2021 wurden laut der Ernährungs- und Landwirtschaftsorganisation FAO weltweit 3.500.173 t Walnüsse (mit Schale) geerntet.
Folgende Tabelle gibt eine Übersicht über die zehn größten Produzenten von Walnüssen weltweit, die insgesamt 89,2 % der Erntemenge produzierten.
| Rang | Land                | Menge (in t) |
| ---- | ------------------- | ------------ |
| 1    | Volksrepublik China | 1.100.000    |
| 2    | Vereinigte Staaten  | 657.710      |
| 3    | Iran                | 386.977      |
| 4    | Türkei              | 325.000      |
| 5    | Chile               | 148.000      |
| 6    | Burkina Faso        | 137.268      |
| 7    | Mexiko              | 135.947      |
| 8    | Ukraine             | 115.420      |
| 9    | Griechenland        | 62.810       |
| 10   | Rumänien            | 54.250       |
|      | Top Ten             | 3.123.381    |
|      | restliche Länder    | 376.792      |

## Systematik
Die Gattung bildet eine natürliche Verwandtschaftsgruppe, ist also monophyletisch. Innerhalb der Familie Walnussgewächse und der Unterfamilie Juglandoideae bildet Juglans zusammen mit Pterocarya und Cyclocarya, deren Schwestergruppe sie ist, die Subtribus Juglandinae. Der Gattungsname Juglans ist von der lateinischen Bezeichnung für die Echte Walnuss verallgemeinert; er wird auf die Genitiv-Fügung *Di̯ou̯es glans ‚Eichel des Jupiter‘ zurückgeführt, welche selbst agr. Διὸς βάλανος Diòs bálanos ‚Edelkastanie, (eine Art) Nuss‘ nachgebildet zu sein scheint.
Seit den Arbeiten von L. A. Dode 1906/1909  wird die Gattung Juglans in vier Sektionen untergliedert. Diese Gliederung wurde von den meisten weiteren Bearbeitern der Gattung übernommen und auch durch molekulargenetische Untersuchungen bestätigt. Die Untersektionen von Dode konnten molekulargenetisch nicht bestätigt werden.
W. E. Manning listet 21 Arten. Teilweise wird die Trennung oder Zusammenlegung einzelner Arten unterschiedlich diskutiert.
- Sektion Juglans (auch Dioscaryon genannt)
  - Echte Walnuss (Juglans regia L.)
- Sektion Rhysocaryon
  - Juglans australis Griseb.: Sie kommt in Argentinien und in Bolivien vor.[6]
  - Juglans boliviana (C. DC.) Dode: Sie kommt in Bolivien vor.[6]
  - Kalifornische Walnuss (Juglans californica S. Watson): Sie kommt in Kalifornien vor.[6]
  - Juglans hindsii (Jeps.) R.E. Sm.
  - Juglans hirsuta W.E. Manning
  - Juglans jamaicensis C. DC.: Sie kommt auf Kuba, Hispaniola und Puerto Rico vor.[6]
  - Juglans major (Torr.) A. Heller
  - Juglans microcarpa Berland.
  - Juglans mollis Engelm.: Sie kommt in Mexiko vor.[6]
  - Juglans neotropica Diels: Sie kommt in Kolumbien, Venezuela, Ecuador und Peru vor.[6]
  - Schwarznuss (Juglans nigra L.)
  - Juglans olanchana Standl. & L. O. Williams
  - Juglans pyriformis Liebm.
  - Juglans soratensis W.E. Manning: Sie kommt in Bolivien vor.[6]
  - Juglans steyermarkii W.E. Manning: Sie kommt in Guatemala vor.[6]
  - Juglans venezuelensis W.E. Manning: Sie kommt in Venezuela vor.[6]

- Sektion Cardiocaryon
  - Japanische Walnuss (Juglans ailantifolia Carrière)
  - Juglans cathayensis Dode: Sie kommt in der chinesischen Provinz Shandong und in Taiwan vor.[6]
  - Mandschurische Walnuss (Juglans mandshurica Maxim.)

- Sektion Trachycaryon Dode ex W.E. Manning
  - Butternuss (Juglans cinerea L.)

Die molekulargenetische Untersuchung von Stanford et al. (2000) umfasste 15 der 21 Arten und ergab folgende Verwandtschaftsverhältnisse der Sektionen:
|  | \| \| Trachycaryon \| \| \| \| \| \| Cardiocaryon \| \| \| \| |
|  |                                                               |
|  | Dioscaryon                                                    |
|  |                                                               |
|  | Trachycaryon                                                  |
|  |                                                               |
|  | Cardiocaryon                                                  |
|  |                                                               |

|  | Trachycaryon |
|  |              |
|  | Cardiocaryon |
|  |              |

|  | \| \| Trachycaryon \| \| \| \| \| \| Cardiocaryon \| \| \| \| |
|  |                                                               |
|  | Dioscaryon                                                    |
|  |                                                               |
|  | Trachycaryon                                                  |
|  |                                                               |
|  | Cardiocaryon                                                  |
|  |                                                               |

|  | Trachycaryon |
|  |              |
|  | Cardiocaryon |
|  |              |